# Filino di Atene
Filino di Atene, figlio di Nicostrato (in greco antico: Φιλῖνος?, Philînos; Atene, IV secolo a.C. – IV secolo a.C.) è stato un politico e retore ateniese, contemporaneo di Demostene e Licurgo.

## Biografia
Filino è menzionato da Demostene, dove afferma che era figlio di Nicostrato e che era stato trierarca con lui.
Arpocrazione menziona tre orazioni di Filino: Contro le statue di Eschilo, Sofocle ed Euripide, che era contro una proposta di Licurgo di erigere statue a quei poeti; Contro Doroteo, che è stata attribuita anche a Iperide; Causa giudiziaria dei Croconidi contro Ceronida, che è stata attribuita anche a Licurgo. Nessuna orazione di Filino si è conservata.